# Chiesa dei Francescani (Vienna)
La chiesa dei Francescani (In tedesco: Franziskanerkirche), conosciuta anche come Chiesa di San Girolamo, è una chiesa cattolica parrocchiale, già chiesa conventuale, dedicata a San Girolamo e situata nel centro storico della città di Vienna, 1º distretto di Vienna (Innere Stadt). È la chiesa dell'Ordine francescano a Vienna.

## Interno

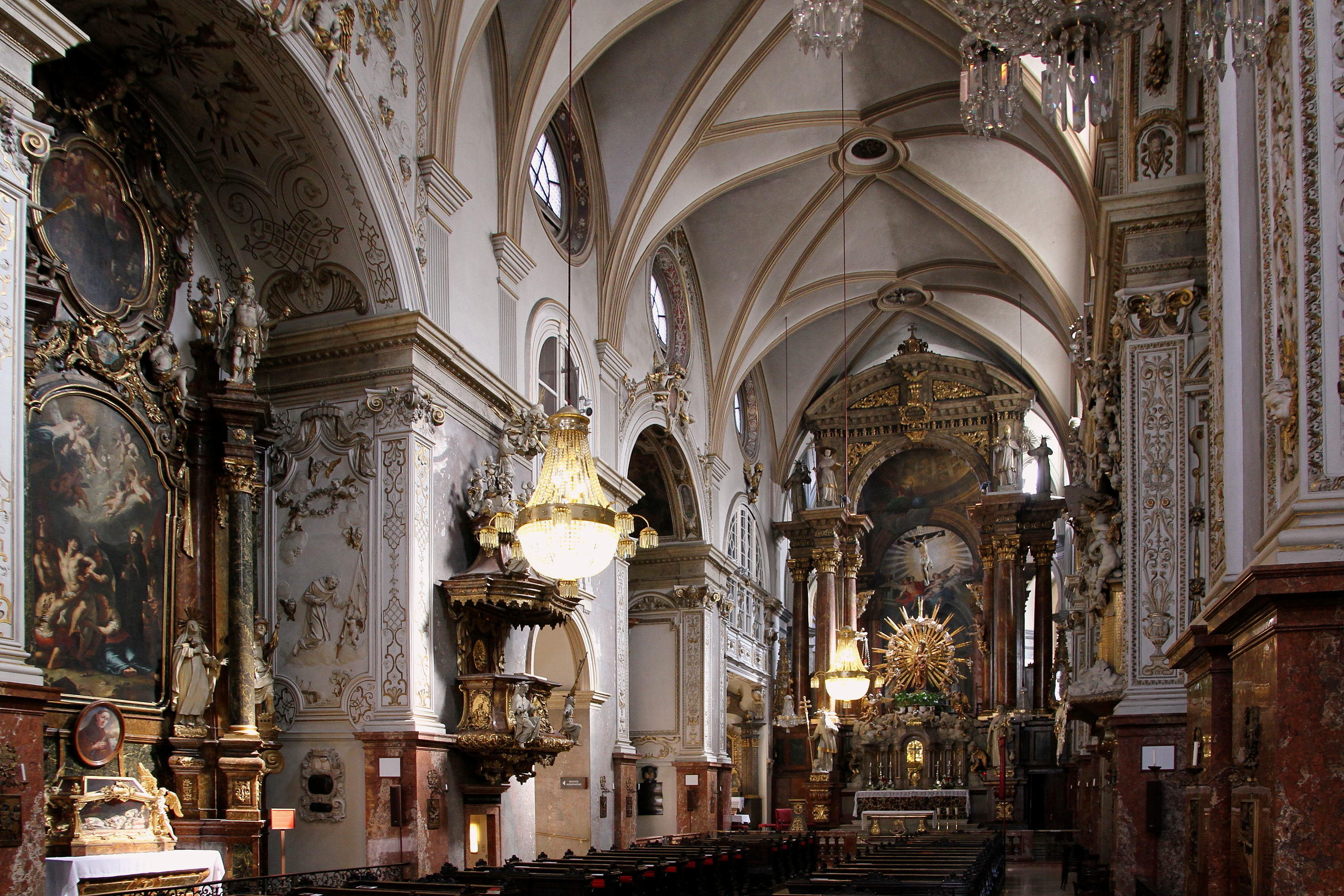
L'interno

Eretta nel 1603, la facciata esterna della chiesa francescana è in stile rinascimentale. Tuttavia, il suo interno è in stile barocco. L'altare raffigurante la Vergine Maria è stato progettato da Andrea Pozzo nel 1707. La chiesa conserva il più antico organo a Vienna. L'organo barocco intagliato è stato progettato da Johann Wockerl nel 1642.
- Cappella di Capristano: dipinto del Martirio di San Capristano di Franz Wagenschön
- Cappella di Francesco: dipinto del santo patrono di Johann Georg Schmidt
- Cappella della Crocifissione: dipinto della Crocifissione di Carlo Innocenzo Carloni.

### Sepolti illustri
Nella chiesa venne sepolto Annibale Gonzaga (†1668), principe di Bozzolo e figlio di Ferrante Gonzaga.